# Рудольфінум

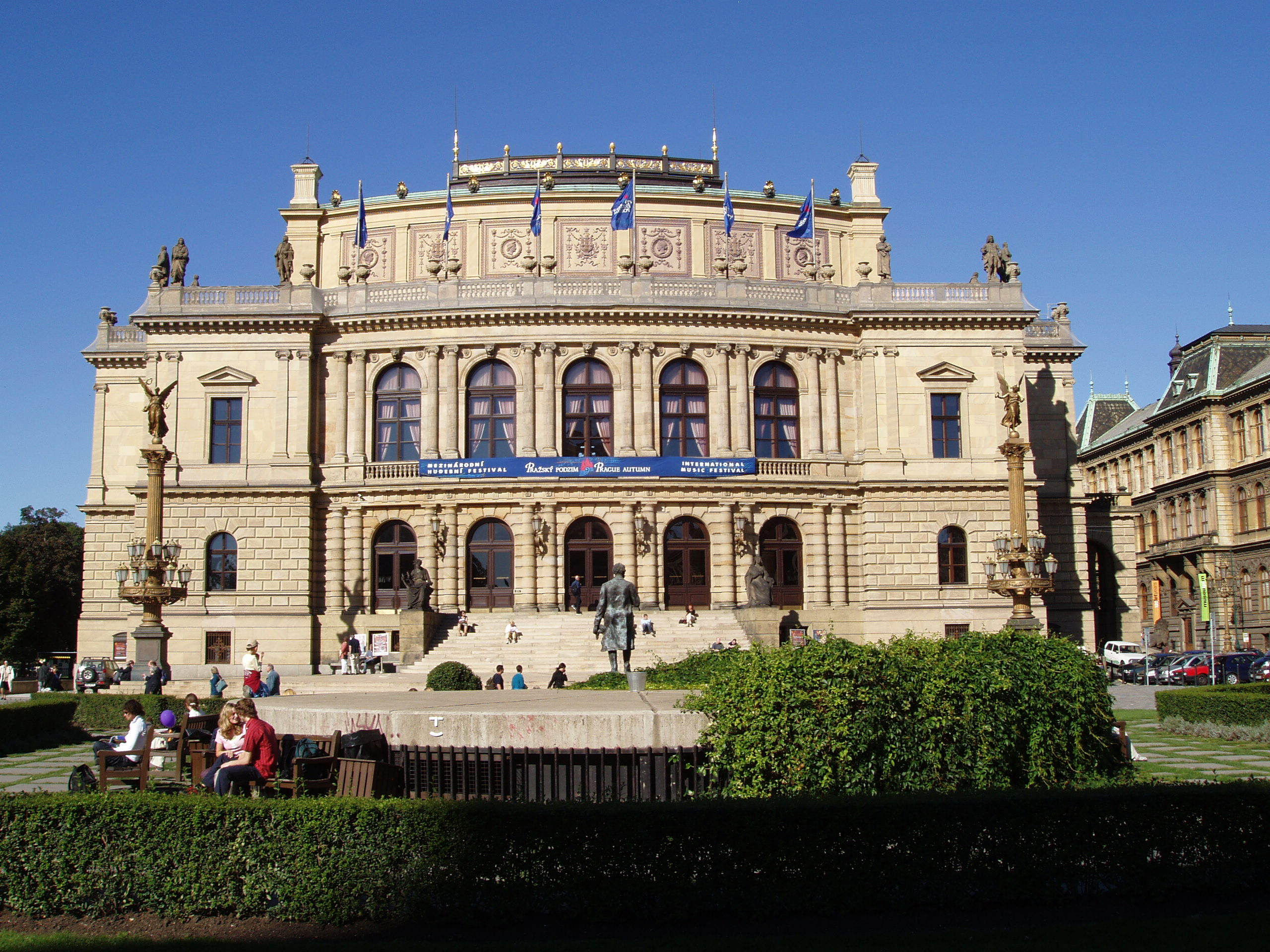
Празький Рудольфінум, 2005

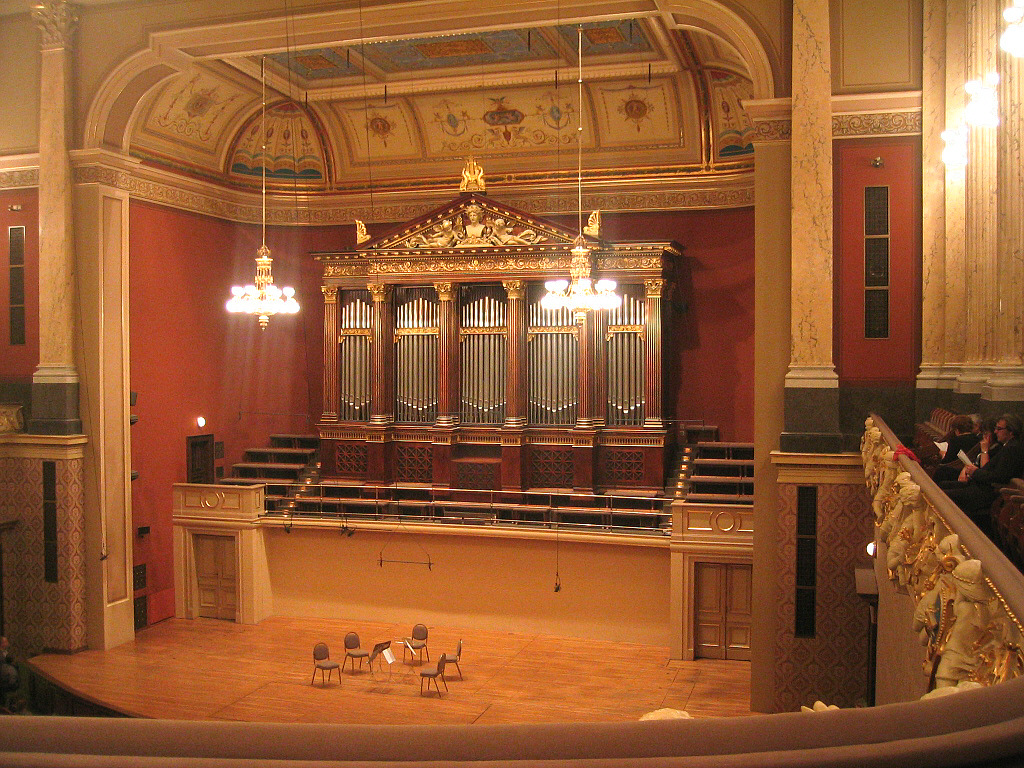
Зал Дворжака
у Празькому Рудольфінумі. 2003

Рудольфінум (чеськ. Rudolfinum) — концертний і виставковий зал (галерея) в центрі Праги, на площі Яна Палаха. Зал був відкритий 7 лютого 1885 року. Названий на честь принца-наступника Австро-Угорської імперії Рудольфа, що брав участь в урочистій церемонії відкриття. Будівля була споруджена як дар Ощадного банку Чехії містові Празі та чеському народові. Архітектори — Йозеф Жітек та Йозеф Шульц.
В 1918—1939 рр.. Рудольфінум був залою пленарних засідань парламенту Чехословаччини.
Реконструйований в 1990—1992 роках. Сьогодні споруда є основним концертним майданчиком Чеського філармонічного оркестру.
У лютому 2003 року, в залі Дворжака у празькому Рудольфінумі відбувся святковий концерт до 30-річчя квартету Долежала.